# Кримска офанзива
Кримска офанзива, по немачким изворима — битка за Крим, је представљала низ офанзива Црвене армије са циљем ослобађања полуострва Крим од Немачке окупације. Елементи 4. Украјинског фронта, напали су немачку 17. армију, из састава Групе армија Југ, која се састојала од Немачких и Румуснких јединица. Црвена армија је однела велику победу, а Немачке и Румунске јединице су претрпеле велике губитке услед неуспешног покушаја евакуације преко Црног мора.

## Увод у офанзиву
У октобру 1943. Вермахт је потиснут са Кубањског мостобрана, преко Керчског мореуза на Крим. Наредних месеци, Црвена армија је потиснула Вермахт у јужној Украјини током новембра 1943. године, чиме су пресекли копнену везу 17. армије, која је била организована преко земљоуза Перекоп.
У новембру 1943. Црвена армија је ослободила полуострво Керч, које заузима источни део полустрва Крим. Тиме се изградио бољи положај за ослобађање остатка полуострва. Након тога су направили мост преко низа плитких језера Сиваша на северу, и изградили мостобран на јужној обали Сиваша.

### Организација сила Осовине
За команданта одбране постављен је генерал и командант 17. армије Ервин Јанеке. 17. армија се састојала од пет Немачких и седам Румунских дивизија, које су бројале 200.000 војника, 3.600 топова, 200 тенкова и 150 авиона. Хитлеру су у више наврата Ерих фон Манштајн и Јон Антонеску предлагали да се повуче са Крима, што је он упорно одбијао. Хитлер је одобрио евакуацију тек након жешћих напада Совјета. Одбрана се састојала од три дивизије које су браниле обалу, пет се биле постављене на северу, а четири на положајима око полуострва Керч. Севастопољ је проглашен за град тврђаву, и он није смео да буде напуштен.

### Организација Црвене армије
Совјети су направили план по коме би онемогућили евакуацију непријатеља са Крима. Украјински 4. фронт се налазио под командом маршала Фјодора Толбухина, и састојао се од 400.000 војника, 6.000 топова, 560 тенкова и самохотки, и 1.250 авиона. 2. гардијска армија би извршила напад преко земљоуза Перекоп, 51. армија преко низа језера Сиваша, док би Обалска армија под командом Андреја Јеременка пружала подршку са полуострва Керч.

## Напад Црвене армије
Напад Црвене армије је почео 8. априла преко земљоуза Перекоп. Напад је извршила 2. гардијска армија уз помоћ елемената 51. армије. 17. армија је пружала јак отпор, али није могла да заустави Совјетско напредовање. Након два дана немачки положаји су пробијени. 2. гардијска армија је заузела Армјанск, док је 51. армија заобишла регруписане немачко—румунске јединице. Обалска армија је ослободила Керч 11. априла, а Симферопољ 13. априла. Немачка 17. армија је почела да се повлачи према Севастопољу 16. априла, док је остатак њихових јединица стационираних на Криму заузело положаје око града до краја треће недеље априла.

### Пад Севастопоља и неуспешна евакуација
Немачка команда је мислила да Севастопољ претвори у тврђаву, што су Совјети урадили током прве Немачке офанзиве 1941. године. Међутим, постављање одбране није урађено довољно добро, што је онемогућило дужи отпор Црвеној армији, која се налазила у стању пуне офанзиве. 9. маја, после мање од месец дана борби, Севастопољ је ослобођен.
Око 30.000 војника сила Осовине је почело да се повлачи ка рту Херсон, где су се надали евакуацији ка румунској луци Констанца, док је преосталих 21.000 војника наставило да пружа отпор. Немачка акција евакуације је прекинута бомбардовањем авијације Црвене армије. Последњи џепови отпора на Криму су угушени до 12. маја. Немачке и румунске јединице су претрпеле велике ненадокнадиве губитке, од око 97.000 војника. Међу њима је било доста оних који су се удавили током покушаја евакуације. Само 10. маја се удавило око 10.000 војника са потопљених бродова.

## Резултати офанзиве
Совјети су ослобађањем Крима вратили под своју команду веома битну ваздухопловну и морнаричку базу у Севастопољу. Хитлер се још једном показао као лош и тврдоглав коамндант. Из врха команде му је више пута препоручено да на време изврши евакуацију што више јединица, јер Крим није могао да се одбрани. Он је био тврдоглав и то је Немачку и Румунију коштало најмање 42.000 војника који су се удавили у периоду између 3. и 13. маја. У самим борбама је погинуло и нестало 31 хиљада немачких и 25 хиљада румуснких војника. По Руским изворима, 17. немачка армија је имала око 100.000 губитака, од којих је 62. хиљаде било заробљено. Сва техника 17. армије је била или уништена или заробљена.
По званичним изворима, губици Црвене армије су износили 85.000 војника, од којих 18.000 погинулих, 521 уништен топ, 171 тенк и 179 авиона. Током ослобођења Крима, 126 Совјетских војника је проглашено за Хероја Совјетског Савеза.